# Hans-Georg von der Marwitz (político)

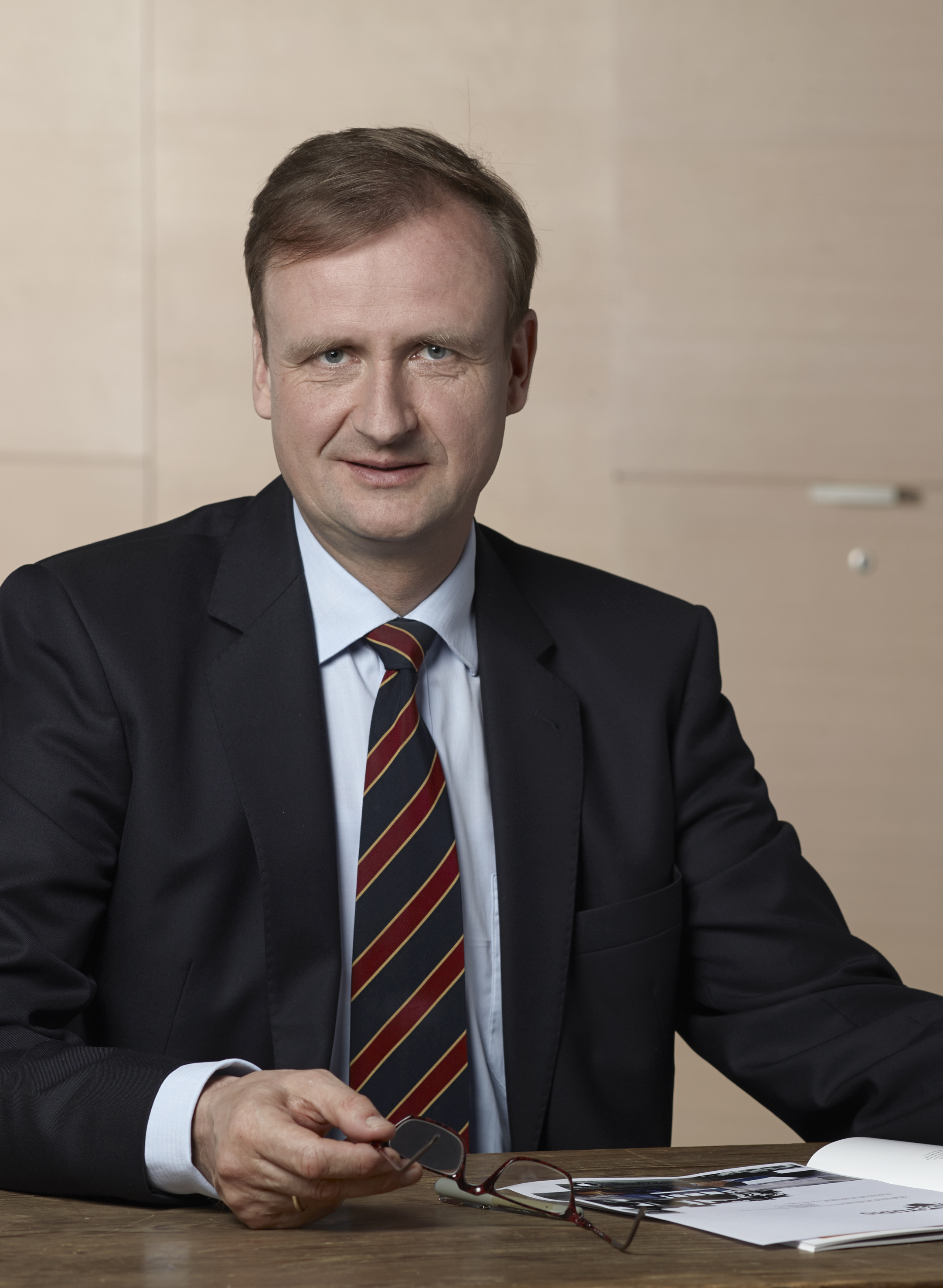
Hans-Georg von der Marwitz em 2013

Hans-Georg von der Marwitz (nascido em 8 de abril de 1961) é um político alemão. Nasceu em Heidelberg, Baden-Württemberg, e representa a CDU. Hans-Georg von der Marwitz é membro do Bundestag pelo estado de Brandenburg desde 2009.

## Vida
Ele tornou-se membro do Bundestag após as eleições federais alemãs de 2009. Ele é membro do Comité de Alimentação e Agricultura.